# Стерженский крест

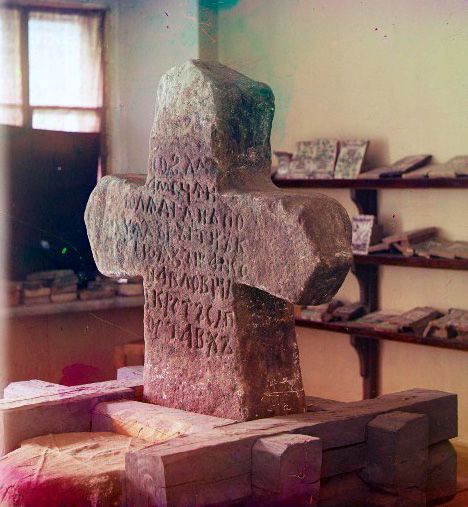
Фотография креста, сделанная Прокудиным-Горским в 1910 году

Сте́рженский крест — каменный четырёхконечный крест, поставленный в 1133 году новгородским боярином Иванко Павловичем в память о совершенствовании водных путей.

## Характеристика креста

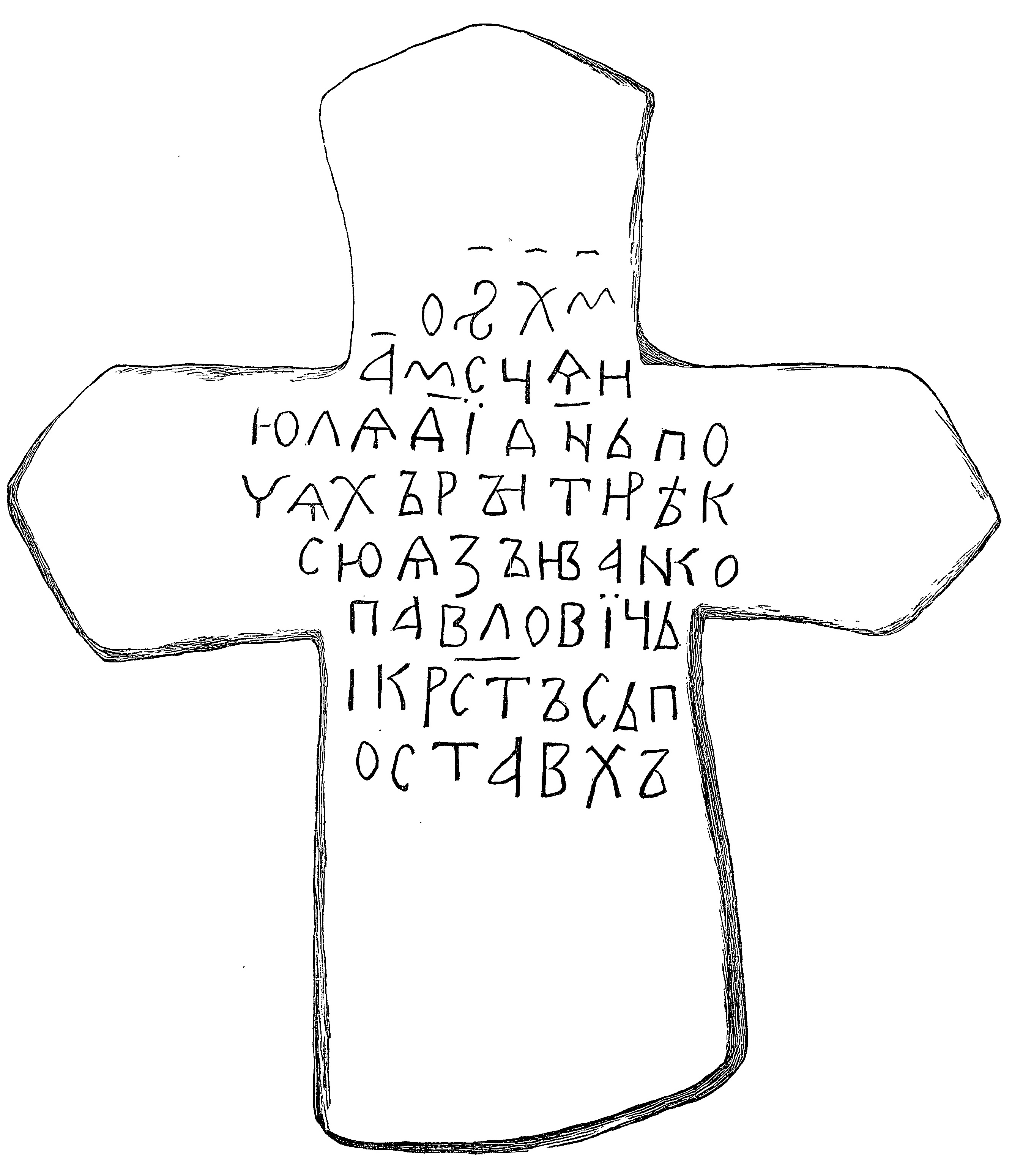
Прорись надписи на кресте, сделанная А. К. Жизневским в 1880 году

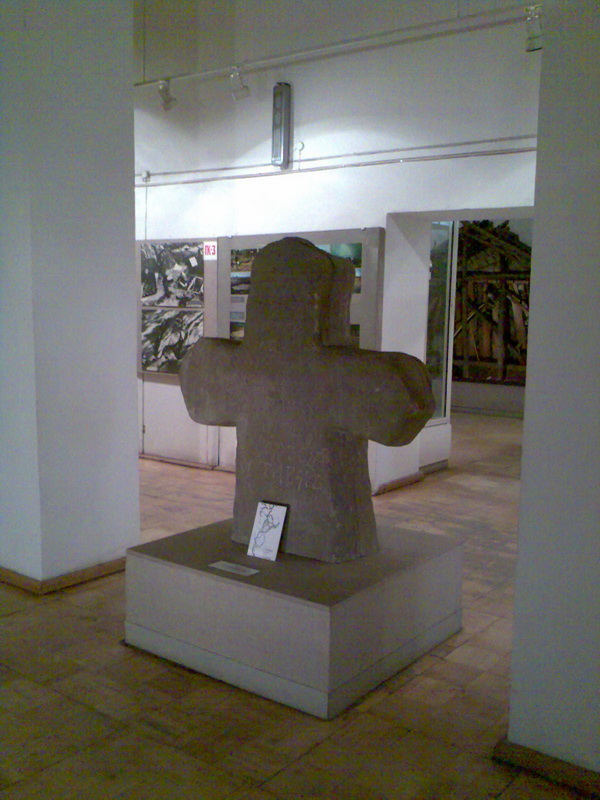
Фото креста в Тверском музее

Крест был сделан из красноватого песчаника, высотой 2 аршина 5 вершков (около 167 см), весом 57 пудов (около 933 кг). На кресте имеется надпись с проставленной датировкой — 14 июля 1133 года: в ло ҂Ѕ҃х҃м҃а҃ мсц҃ѧ июлѧ д҃і҃ дн҃ь почѧхъ рыти рѣкꙋ сю ѧзъ иванко павловїць і крс҃тъ cь поставхъ  «в л(ет)о 6641 м(е)с(я)ця июля 14 д(е)нь почяхъ рыти реку сю язъ иванко павловиць и кр(е)стъ сь постав(и)хъ». Надпись является одной из самых ранних из имеющихся датированных. В ней отражено новгородское диалектное произношение. Упомянутое на кресте имя идентифицируется с Иванко Павловичем, новгородским посадником в 1134—1135 годах, погибшим во время битвы на Ждановской горе в 1135 году.
Как предполагалось Б. А. Рыбаковым, крест был поставлен в верховьях реки Волги при впадении её в озеро Стерж как напоминание о проделанных работах по углублению русла реки Волги. По мнению А. А. Медынцевой, проделанные гидротехнические работы (углубление русла или запруда) нужны были для обеспечения прохода тяжёлых судов, а также чтобы связать город Новгород с Волгой через реки Полу́ и Ло́вать. Крест должен был обеспечить благополучие гидротехнических сооружений и засвидетельствовать приоритет Новгорода на водном пути.

## Место находки
По утверждению старожилов, крест раньше стоял на круглой насыпной горе, называемой Городок, которая находилась при впадении реки Волги в озеро Стерж. Здесь находится древнее Стерженское городище. Перенесён крест был на кладбище погоста Стержа местным помещиком Обернибесовым и поставлен на могилу его предка, Афанасия Афанасьевича Обернибесова. Потом крест перенесли в Тверской музей.

## В Тверском музее
С 5 февраля 1879 года Стерженский крест находится в Тверском государственном краеведческом (объединённом историко-архитектурном и литературном) музее, поступив из погоста Стержа, Осташковского уезда. Крест был уступлен Тверскому музею Осташковским помещиком Виктором Александровичем Обернибесовым.